# 北上運河

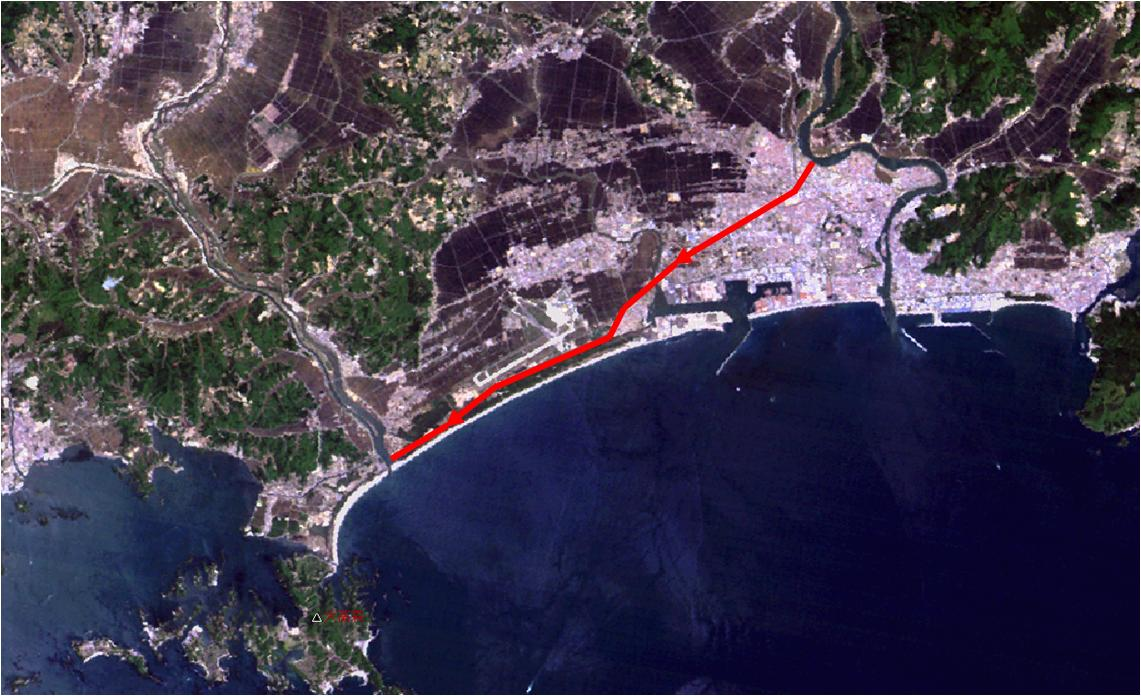
北上運河の経路を赤線で示している衛星写真。

北上運河（きたかみうんが）は、旧北上川と鳴瀬川の河口を結ぶ全長12.8キロメートルの運河である。宮城県石巻市と東松島市を通っている。明治時代に野蒜築港の関連事業として開削されたもので、北上川から北上運河を通り、野蒜港、東名運河、貞山運河を経て仙台方面へ向かう交通の動脈を形成することが期待された。
北上運河は東名運河と共に野蒜運河とも呼ばれる。また、定川（石巻港）を境に、東側を北北上運河、西側を南北上運河に区分される。現在は野蒜築港跡などとともに土木学会選奨土木遺産に選ばれている。

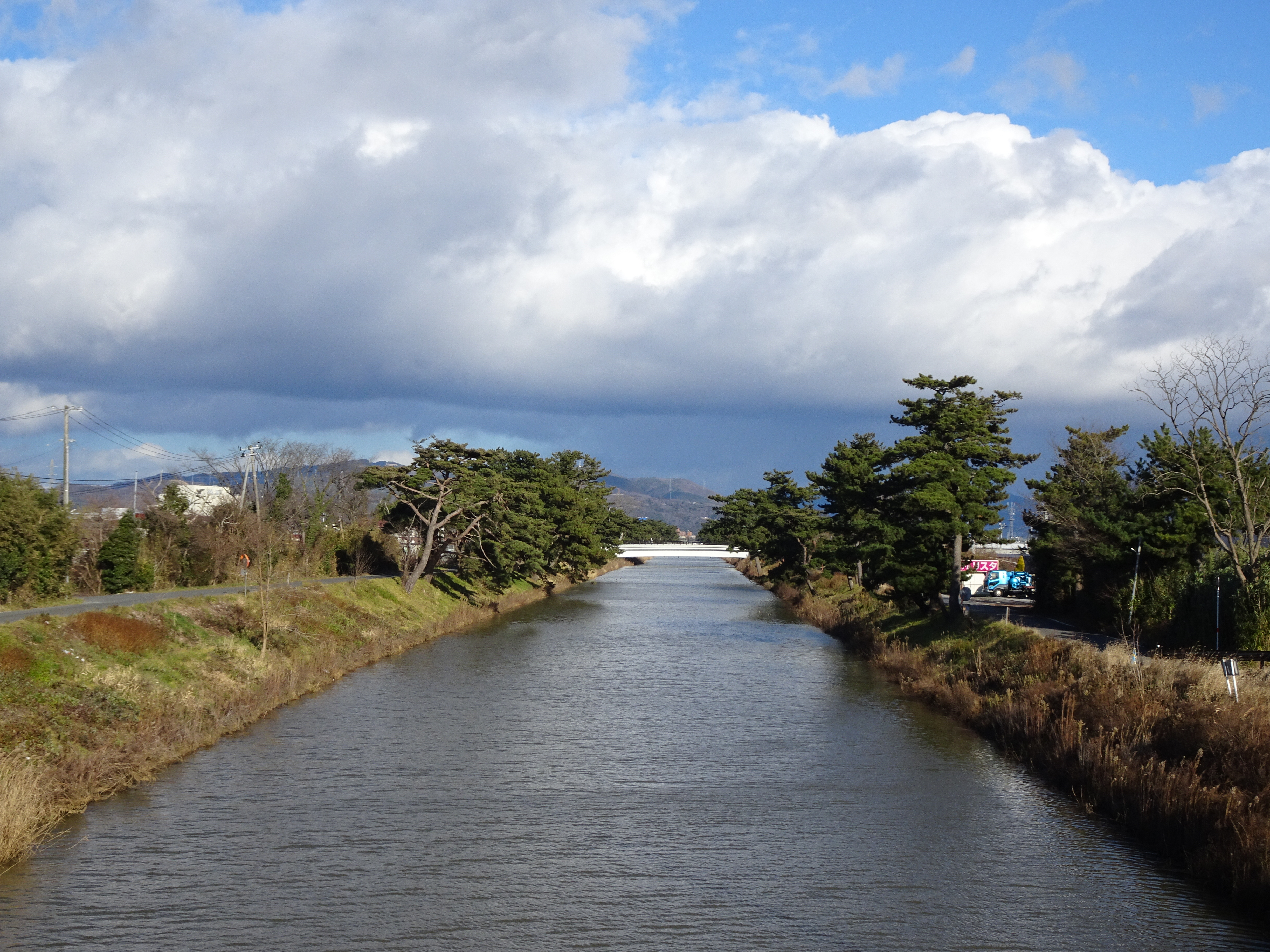
石巻市門脇元明神付近

## 経路
宮城県石巻市水押で旧北上川から西に分かれ、石巻港（外港）のある定川と交差する。さらに海岸に沿って進み、東松島市の野蒜築港跡に至る。水路は敷幅252メートル、底の幅126メートル、干潮時の水深は1.65メートルとなっていた。北上川との分岐点に日本初の近代閘門である石井閘門が、新鳴瀬川との合流地点には木造の野蒜閘門が設けられた。さらに定川との交差地点に大曲・釜の両閘門が築かれて、定川からの逆流と土砂の流入を防いでいた。

## 歴史
北上運河の建設は1878年（明治11年）に始まった。1881年（明治14年）には未完の状態ながら工事に影響がないとして船の通航が認められ、翌1882年（明治15年）に北上運河は完成した。
1882年（明治15年）の開通後、岩手県内と仙台・塩竈の往復を中心に、小型蒸気船による荷客の運搬がこの運河を使って活発に行なわれた。旅客の運賃は野蒜・高屋敷間で30銭から40銭だったという。1885年（明治18年）の石井閘門の通船数は、平田高瀬舟9,678隻、小型蒸気船564隻と筏111隻だった。
しかし、その後は野蒜築港が失敗した事や東北本線が開通した事などから次第に寂れていった。さらに閘門を設けたにもかかわらず土砂が川底に堆積し、1891年（明治24年）頃には満潮時しか汽船が自由に航行できなくなり、1909年（明治42年）および1910年（明治43年）の水害以後は汽船の航行は完全に不可能となった。
1935年（昭和10年）の石井閘門での通船数は平田船2,207隻、発動機船1,033隻、小舟504隻などとなっており、木材や砂利、石材などが運ばれていた。その後は、定川の閘門より西では小舟などの利用が一部に見られた。
東日本大震災以前は、石巻市の石井閘門付近には親水公園が整備され，東松島市の矢本周辺には、運河と海の間にクロマツの防潮林が広がっており、1992年（平成4年）から2010年（平成22年）までは夏の夜に松林のライトアップが行なわれるなど、景勝地として知られていた。また、この地に造成された矢本海浜緑地公園は都市公園である。